# Antonis Aresti
Antonis Aresti (Limasol, 15 de febrero de 1983) es un deportista chipriota que compitió en atletismo adaptado. Ganó dos medallas de plata en los Juegos Paralímpicos de Pekín 2008.

## Palmarés internacional
| Juegos Paralímpicos | Juegos Paralímpicos | Juegos Paralímpicos | Juegos Paralímpicos |
| Año                 | Lugar               | Medalla             | Prueba              |
| ------------------- | ------------------- | ------------------- | ------------------- |
| 2008                | Pekín (China)       | Medalla de plata    | 200 m T46           |
| 2008                | Pekín (China)       | Medalla de plata    | 400 m T46           |